# 郑光美
郑光美（1932年11月30日—2023年10月3日），中華人民共和国动物学和鸟类生态学家。

## 生平
生于黑龙江哈尔滨，原籍北京。1954年毕业于北京师范大学生物学系，1958年东北师范大学动物生态研究生毕业。生前任北京师范大学生命科学学院教授。 2003年当选为中国科学院院士。